# Mănăstirea Corbii de Piatră
Mănăstirea Corbii de Piatră este o mănăstire din România situată în satul Jgheaburi, comuna Corbi, (județul Argeș). Mănăstirea este un ansamblu rupestru din secolul XIV, reînființat în anul 1512, în perioada domnitorului Neagoe Basarab (1512-1521).
Biserica mănăstirii este săpată în stâncă (gresie). Lângă biserică, săpat tot în stâncă, se află trapeza mănăstirii, sala de mese a mănăstirii, un spațiu dăltuit la rându-i în stâncă, despre care tradiția afirmă că a fost folosit de Neagoe Basarab ca tribunal în aer liber, pentru a face judecăți publice. Este situată la 400 m de centrul comunei Corbi, pe malul stâng al Râului Doamnei (județul Argeș). Această localitate este atestată ca fiind locul de baștină al Corvineștilor. În prezent încă se mai pot observa în zonă ruinele castelului lui Voicu, tatăl lui Ioan de Hunedoara. Biserica rupestră de la Corbii de Piatră a fost săpată în peretele masiv de stâncă, înalt de circa 30 m și lung de 14,5 m.
Prima atestare documentară este la 23 iunie 1512, dar există informații certe conform cărora biserica a existat și înainte de această dată. La 23 iunie 1512, monahia Magdalina – în mirenie Mușa, fiică și soție de boier, proprietară ereditară a moșiei de la Corbi, (re)înființează Mânăstirea de la Corbii de Piatră. Sfântul lăcaș a primit hramul ”Adormirea Maicii Domnului” și a fost închinată domnitorului Neagoe Basarab. Astfel, locașul capătă încă de la (re)înființare statutul de mănăstire domnească.
În 1897, în timpul slujbei de Înviere, peretele vestic al naosului s-a surpat, nerănind pe nimeni. În vara aceluiași an, credincioșii au adus niște meșteri italieni cioplitori în piatră de la Albeștii de Mușcel pentru a reconstrui peretele surpat. Biserica este deosebit de valoroasă, nu numai prin felul în care a fost implantată în stâncă, ci și prin pictura care o împodobește, despre care specialiștii afirmă că este în cea mai pură tradiție bizantină, datând din secolul al XIV-lea sau chiar mai devreme. Sfântul lăcaș era cunoscut în vechime și sub numele de mănăstirea de la Meriș sau mănăstirea Meriș.
Inițial, biserica avea 2 altare pe un singur naos, caracteristică prin care biserica rupestră este unică în România.
Posibilitatea avansată de unii cum că unul dintre altare ar fi fost catolic este pură fantezie. Ambele altare au fost ortodoxe fiind realizate în cea mai pură tradiție bizantină. De altfel biserica se înrudește tipologic cu grupul de biserici rupestre din Capadocia, arhitectura bisericuței derivând tipologic din bisericile sală, cu două altare, dedicate unui hram dublu, caracteristici ale lumii bizantine din sec. X.
Deasupra peretelui vestic al bisericii rupestre este amplasată o cruce de tip latin cu capitel piramidal detașabil de la anul 1761. La aproximativ 280 m de biserică se află piatra și stânca haiducului corbean Zdrelea.
Monahia Magdalina, ctitora restauratoare a lăcașului de la Corbii de Piatră ca așezământ monahal, era mătușa voievodului Neagoe Basarab. Această legătură de rudenie face ca să nu mai apară surprinzătoare închinare a monastirii, la câteva luni după redeschidere, domnitorului Neagoe.
Mănăstirea a fost redeschisă în 2003 iar de atunci se fac slujbe zilnice după rânduiala monahală.